# Burg Kopfsburg
Die Burg Kopfsburg, das spätere Schloss Kopfsburg, war ursprünglich eine mittelalterliche Höhenburg vom Typus einer Turmhügelburg (Motte) und wurde später zu einem Schloss umgebaut. Die abgegangene Burg bzw. das Schloss stand im Bereich der Schlossstraße auf einem mäßigen Höhenrücken unmittelbar südöstlich von Kopfsburg, ein Ortsteil der Gemeinde Lengdorf im Landkreis Erding in Bayern.

## Geschichte

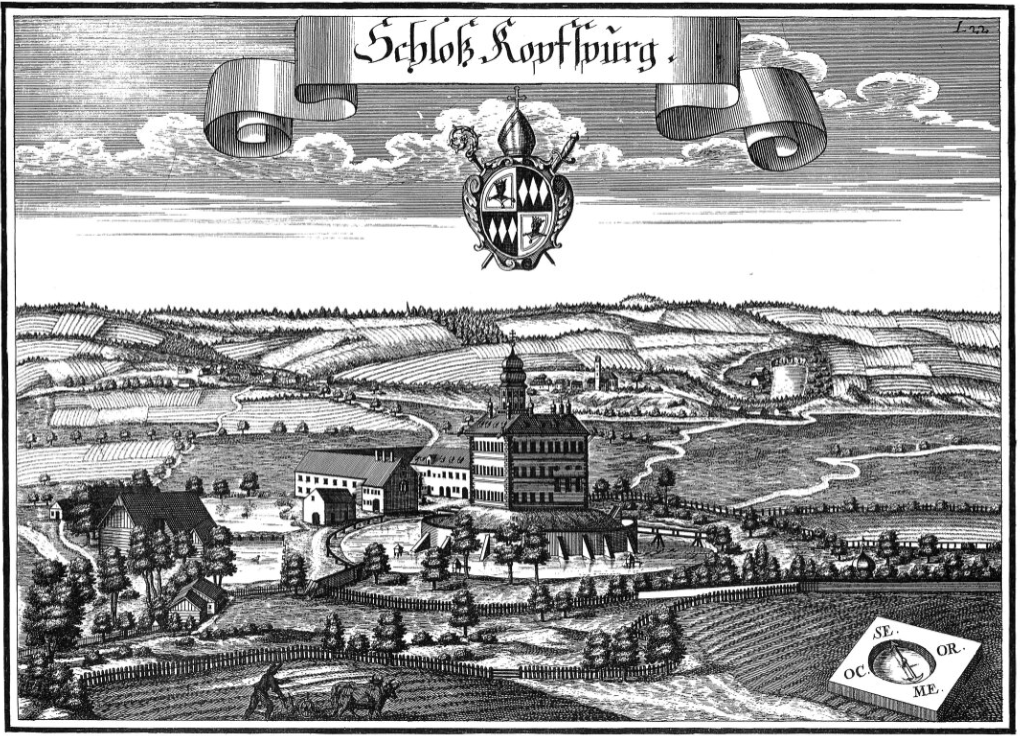
Schloss Kopfsburg nach einem Stich von Michael Wening (1726)

Um 1080 wird ein „Witilo Chopf zu Chopfsburg“ erwähnt, vermutlich verwandt mit den Fraunbergern. Sie waren bis in die zweite Hälfte des 12. Jahrhunderts der Ortsadel des Dorfes. Von 1180/1197 werden die Herren von Preysing als Besitzer genannt. 1405 stürzte deren Burg ein, worauf sie einen Neubau auf dem von einem Wassergraben umgebenen Erdhügel (Turmhügel) am Südostrand des Dorfes errichteten. Im Jahr 1524 wurde erstmals eine St. Georgskapelle erwähnt.
Das Schloss wurde 1632 oder 1646 im Dreißigjährigen Krieg durch die Schweden beschädigt, es ging 1682 an das Hochstift Freising über. 1698 ließ Fürstbischof Johann Franz Eckher von Kapfing das Schloss im Stil des Barocks erneuern. Nach der Säkularisation wurde das Schloss 1814 zusammen mit der St. Georgskapelle abgebrochen.

## Beschreibung

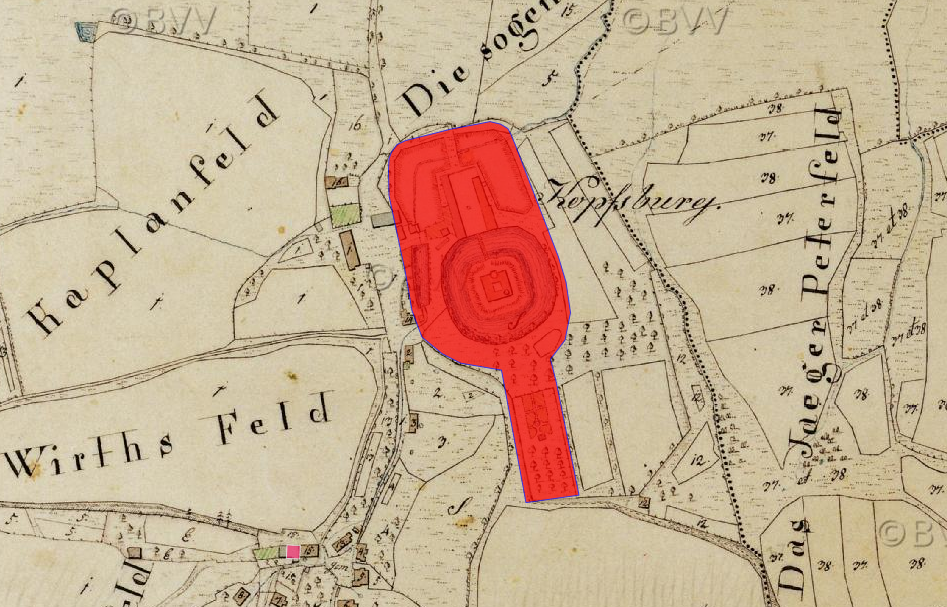
Lageplan von Burg Kopfsburg auf dem Urkataster von Bayern

Die Burg stand auf einem nach Norden gerichteten und nur mäßig hohen Geländerücken und wurde wohl in drei Hauptbauphasen errichtet. Ursprünglich als hochmittelalterliche Turmhügelburg mit rundem Wassergraben erbaut, wurde während des Spätmittelalters ein quadratischer Wohnturm auf den Turmhügel gesetzt, während der Neuzeit kamen barocke Bauformen hinzu.
Auf der Radierung von Michael Wening ist der von einer Stützmauer umzogene Turmhügel mit dem umgebenden Wassergraben sowie der dreigeschossige Wohnturm mit reicher Fassadengliederung und einem Türmchen oder Dachreiter mit doppelten Zwiebeldach zu erkennen.
Heute ist nur noch ein trockengelegter und von Bäumen bewachsener Wassergraben und der Erdhügel erhalten. Die Stelle ist heute als Bodendenkmal Nummer D-1-7738-0010 als Burgstall des Mittelalters und der frühen Neuzeit („Kopfsburg“) mit abgegangenem Wirtschaftshof und ehemaligen Gartenanlagen geschützt.